# Чериков
Чериков (на беларуски: Чэрыкаў; на руски: Чериков) е град в Беларус, административен център на Чериковски район, Могильовска област. Населението на града е 8144 души (по приблизителна оценка от 1 януари 2018 г.).

## История
За пръв път селището е споменато през 1571 година.
- Детска библиотека
- Герб на града от 1862 г.
- Църквата „Рождество на Дева Мария“ в жилищна сграда от края на XIX в.
- Магазин
- Болница